# Phegopteris phegopteris
Phegopteris phegopteris là một loài dương xỉ trong họ Thelypteridaceae. Loài này được Small mô tả khoa học đầu tiên năm 1893.
Danh pháp khoa học của loài này chưa được làm sáng tỏ. 